# Onzo
Onzo es una localidad y comune italiana de la provincia de Savona, región de Liguria, con 229 habitantes.

## Evolución demográfica
| Gráfica de evolución demográfica de Onzo entre 1861 y 2001 |
|                                                            |
| Fuente ISTAT - elaboración gráfica de Wikipedia            |